# 甲州日記

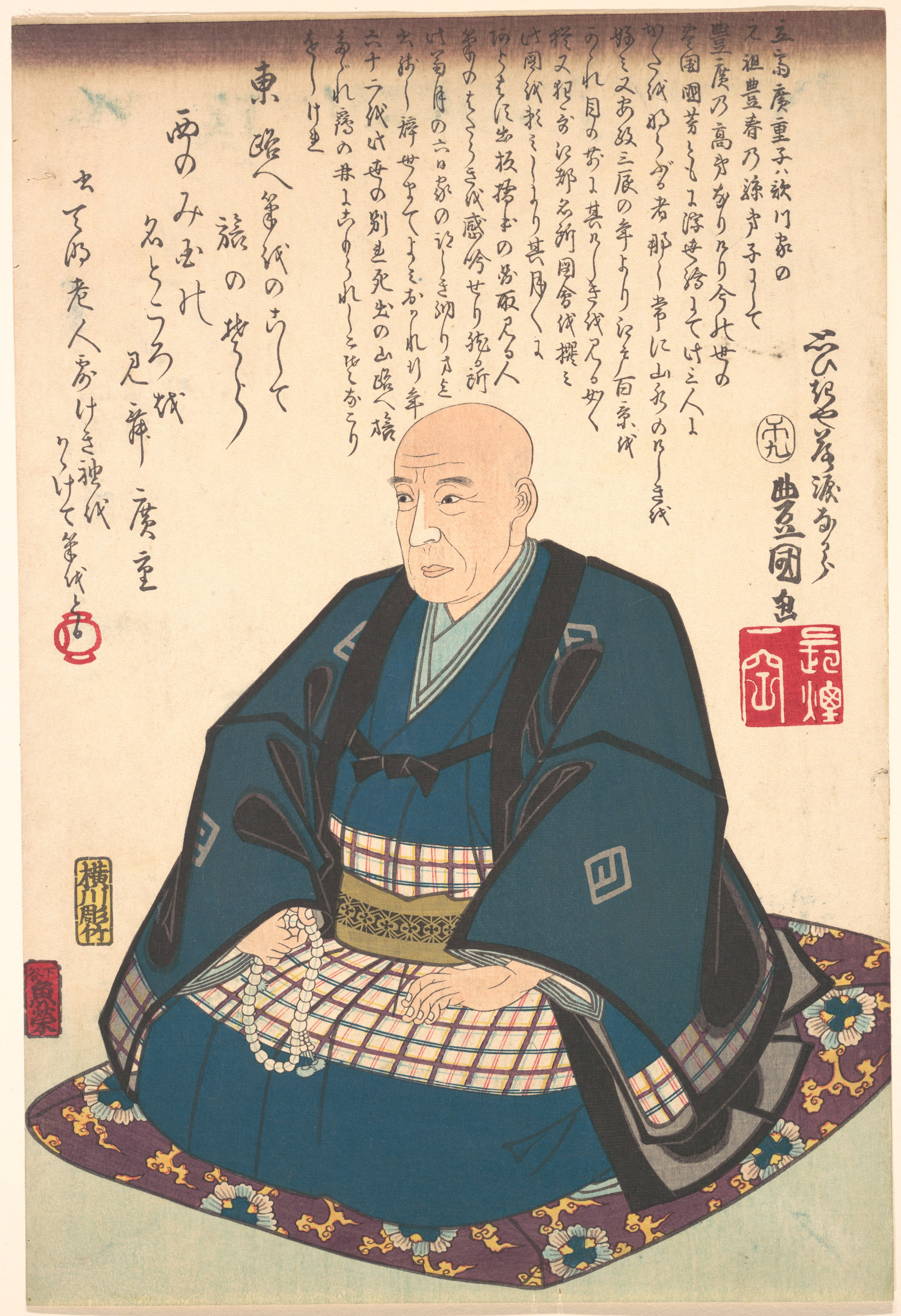
広重肖像（3代豊国・筆）

『甲州日記』（こうしゅうにっき）は、歌川広重の旅日記。天保12年（1841年）に甲府城下町における甲府道祖神祭りの幕絵製作のため甲斐国を訪れた際の旅日記。表題（内題）が「天保十二丑とし卯月、日々の記、一立斎」（以下「日々の記」）と記された前半部と、「旅中　心おほへ（心覚え）」（以下「心おほへ」）と記された後半部の二部から成り、「日々の記」は『甲府行日記』、「心おほへ」は『甲州日記写生帳』とも呼ばれる。
明治期に翻刻され内容は知られていたが、原本は前半部が1923年（大正12年）の関東大震災により焼失した。後半部の『甲州日記写生帳』が現存しており、2006年に市川信也により発見された。広重の甲州日記では旅中の風景や甲府滞在、甲府城下における幕絵制作や歓待の様子が記されており、文章やスケッチなど広重の筆跡がわかる資料としても注目されている。

## 広重の画業と甲州旅行

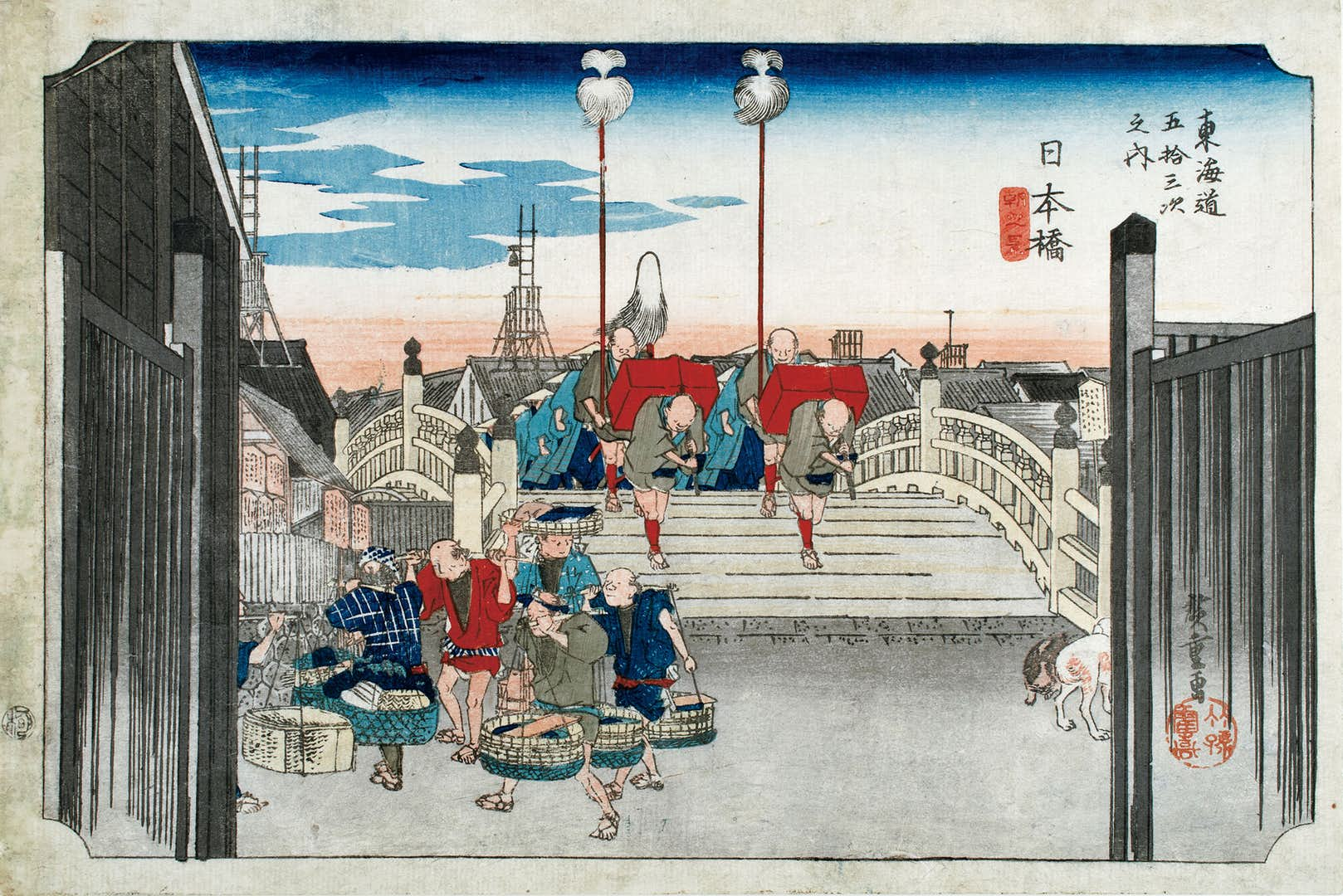
東海道五十三次之内 日本橋

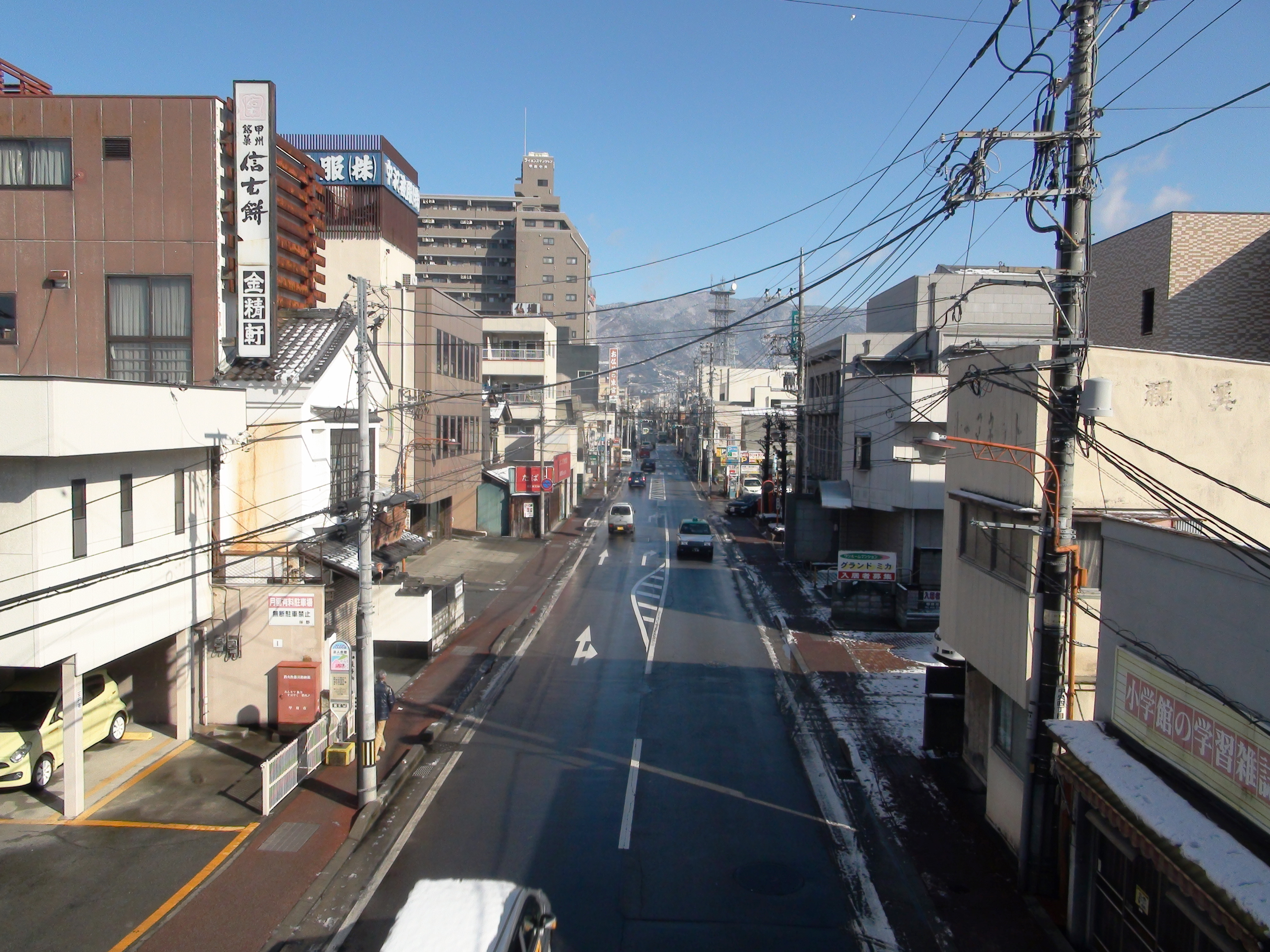
広重の滞在した甲府緑町（甲府市太田町、遊亀通り）

### 天保期の広重の活動
歌川広重（寛政9年（1797年） - 安政5年（1858年））は江戸の浮世絵師で、文政元年（1818年）頃から作品製作を開始し、当時主流であった美人画・役者絵に続くジャンルとして出現してきた風景画に着目し、天保初年の「東都名所」、さらに天保4年（1832年）に保永堂版『東海道五拾三次』を出版し評判を得ていた。以来は、風景画を数多く制作し甲府城下を訪れた天保12年前後には江戸で数多くの名所絵を出版し人気を博していた時期にあたる。天保年間には町人文化が興隆するが、老中水野忠邦の主導した天保の改革における風紀取締の影響を受けて歌舞伎や文芸、浮世絵界も規制を受けるが、広重は風景画を中心に活動していた絵師であり、実害は少なかったと考えられている。

### 広重の甲州旅行
「日々の記」に拠れば、広重は天保12年に甲府緑町一丁目の町人から依頼を受けると、同年4月2日には江戸八代洲（八重洲）河岸の自宅を出立し、甲州街道を三泊四日の旅程で旅し、4月5日には甲府城下へ到着している。城下では甲府緑町一丁目の伊勢屋栄八宅に逗留し、広重は翌6日に「幕御世話人衆中」と対面、8日には江戸から画材や画稿を指すと考えられている「荷物」が到着している。幕絵制作に取りかかるのは18日からで、それまでは芝居見物や狂歌会、御幸祭見物などを行っており、屏風絵や襖絵、しょうき図など肉筆画、「さの衣」写本（「狭衣物語」の絵本か）などを依頼され作品製作を行っている。14日には、幕絵手付金として5両を受け取っている。
幕絵制作については4月20日の段階で下書きの完了までが記されているがそこで中断しており、以降は「心おほへ」において同年11月13日から幕絵製作の様子が記されている。11月19日には筆を納めて別れの宴が開かれて、翌日には甲府を立ち22日に府中に至っている。

### 甲府滞在中の広重
「日々の記」に拠れば、甲府滞在中に広重は甲府道祖神祭の幕絵製作のほか、依頼された屏風絵（びょうぶえ）や襖絵（ふすまえ）、鍾馗図（しょうきず）など肉筆画の制作も行っている。1945年7月6日-翌7日の甲府空襲で市街地の大半は焼失し、幕絵をはじめ広重が甲府滞在中に制作した作品は多くが焼失しているが、道祖神幕絵1点と甲府商家大木家伝来の作品群が現存している。
大木家は甲府横近習町（甲府市中央二丁目）に本拠を構えた商家で、歴代当主が蒐集した江戸初期から明治に至る美術品は大木家資料（大木コレクション）と通称されている。現在は明治以降の美術資料が山梨県立美術館に、広重作品をはじめとする明治以前の美術資料・歴史資料・民俗資料が山梨県立博物館に寄託されている。

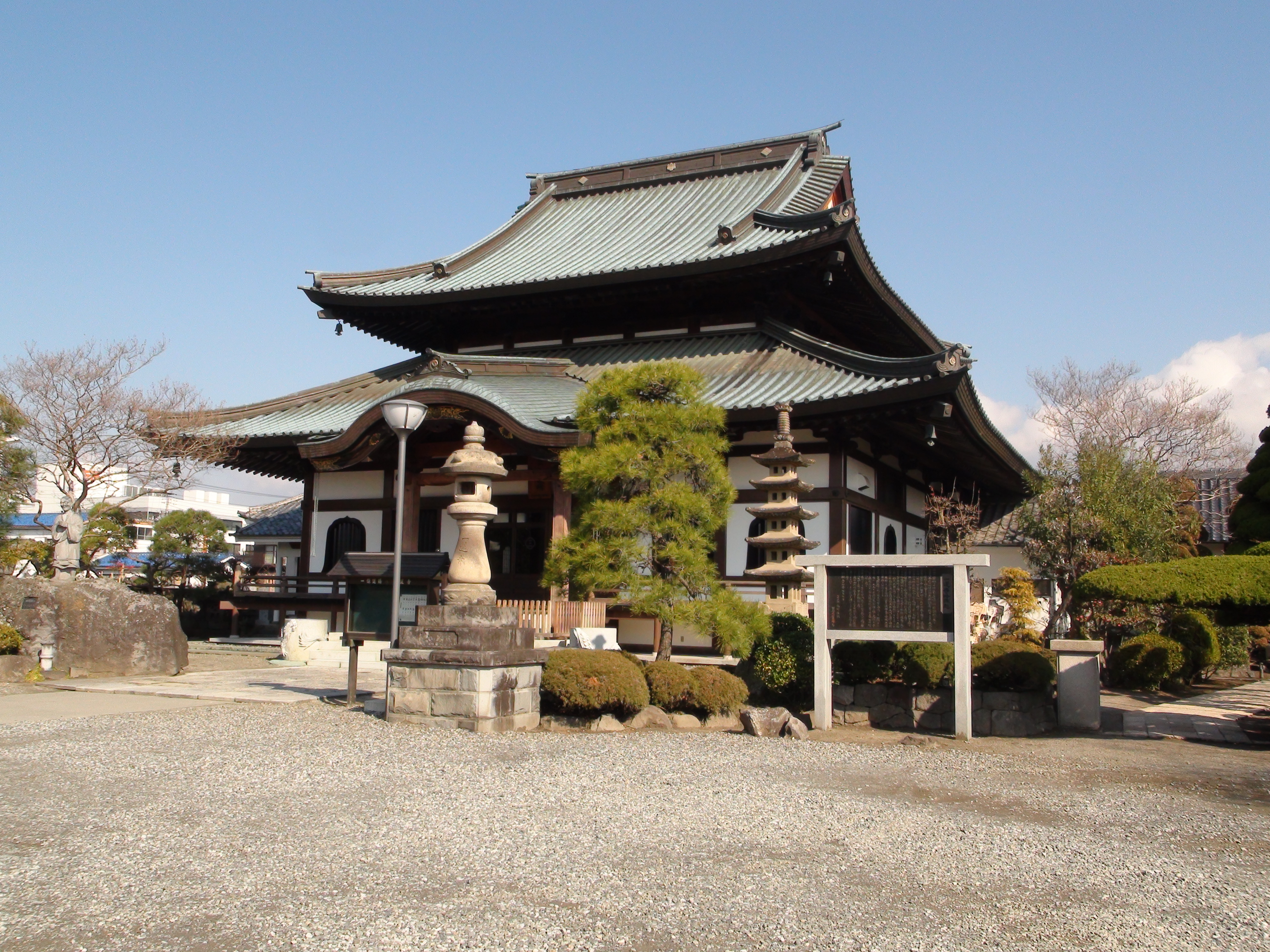
一蓮寺

「甲州日記」には広重が大木家を訪れた記述はないが、大木家資料には広重が五代目当主夫妻を描いた大木喜右衛門夫妻像（山梨県指定文化財）や「鴻ノ台図屏風」など広重作品が含まれていることから、大木家を訪れていたと考えられている。
また、広重は甲府滞在中に甲府町人からの歓待を受け、連日の宴会や芝居見物、御幸祭見物、狂歌会などを行っている。広重の狂歌は『歌川広重の甲州日記と甲府道祖神祭』p.95で集成されており、四谷新町から笹子峠までの「日々の記」では6首が詠まれている。甲府滞在中の「心おほえ」では夢山や座頭転ばしを訪れ、5首を詠んでいる。
飲食は昼食、夕食、軽食、馳走、酒盛などで、甲州道中の旅を記した「日々の記」では茶屋や宿場で山菜料理や川魚料理、酒などを食し、一日の食事回数は4、5回に及ぶ。甲府城下で広重が滞在した緑町は劇場である亀屋座や名所である一蓮寺が所在し、料理屋の多い地域であった。広重は連日、甲府町人に接待され寿司やうなぎ、そばなどを食している。特に内陸部である甲斐国において寿司を食している点が注目されている。
御幸祭（おみゆきまつり）は信玄堤の所在する竜王（甲斐市竜王）で行われる川除祭礼。甲斐国一宮・二宮・三宮合同で行われ、仮装した大名行列が神輿を担ぎ、竜王の信玄堤まで練り歩く。毎年4月と11月の亥の日（いのひ）にそれぞれ「春御幸」「冬御幸」が実施され、江戸時代には途中に甲府・一蓮寺で甲府勤番にお目見えする儀式が恒例となっていた。「日々の記」4月15日条に拠れば、広重が実見したのは春御幸で、広重はこの日体調が優れず、魚町三丁目（甲府市中央）の書肆（しょし）・村田屋幸兵衛の招きで一蓮寺で春御幸を見たと考えられている。

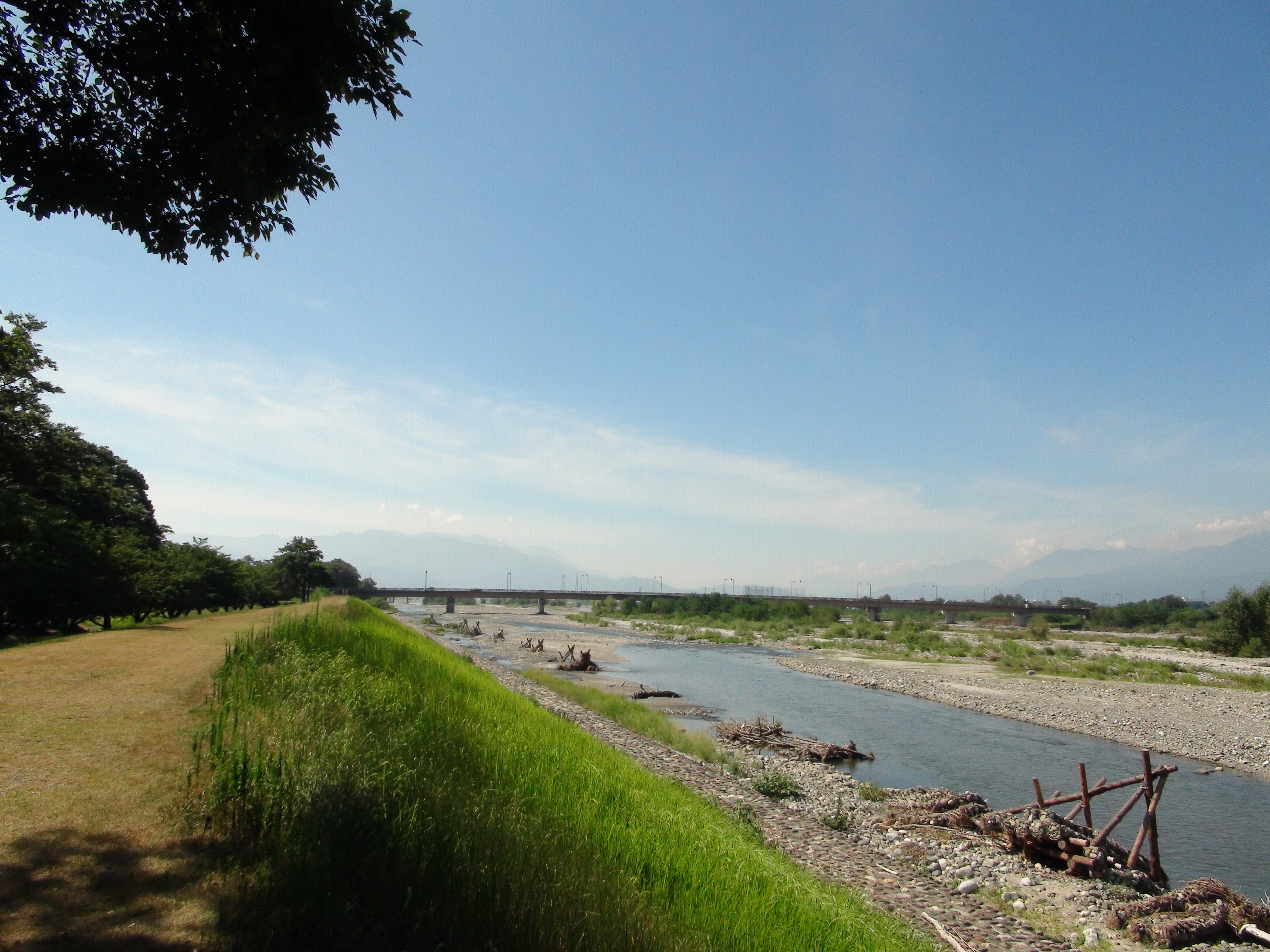
信玄堤

なお、「心おほへ」には信玄堤も所在する釜無川を描いたスケッチがある。同図は前後に身延道・飯富宿の「屏風岩」、「早川」の順に掲載されていることから現在の身延町付近を描いた図とされるが、川岸には護岸施設である蛇籠（じゃかご）や聖牛が描かれ、「釜無川」の呼称は信玄堤の所在する上流を意味することから、現在の甲斐市竜王付近を描いた図とする説もある。また、「日々の記」には御幸祭のスケッチも存在したという。

## 『甲州日記』の内容

### 『天保十二丑とし卯月、日々の記』（『日々の記』）
天保12年（1841年）4月2日から三泊四日の甲州道中の旅路、4月5日から23日までの甲府滞在の記録で、行程中には広重が旅路で見物した文物のスケッチが混在している。原本は関東大震災で焼失し、現在では刊本の諸本により伝存する。
「日々の記」は1894年（明治27年）頃に飯島虚心が執筆した『浮世絵師歌川列伝』（刊行は玉林晴朗校訂により、1941年に畝傍書房。中公文庫で1993年再刊）や、1912年（明治45年）に『近世文藝叢書〈12巻〉』に収録され、1914年（大正3年）には近藤烏水『浮世絵ト風景画』、1930年に内田実『広重』など、数々の資料集や研究書において翻刻や紹介が成されている。
諸本の翻刻は細部において異同があり、原本が伝存しないため比較対照は不可能であるが、「心おほえ」に関しては『甲州日記写生帳』の発見による対照の結果、『近世文藝叢書』本と内田『広重』が原本に比較的忠実な翻刻であることが指摘されている。
1995年（平成7年）には守屋正彦が内田『広重』を底本に「『天保十二丑とし卯月日々の記』について」『筑波大学芸術学部研究年報』（1995、25巻）で翻刻を行い、『甲州日記写生帳』の発見後の『歌川広重の甲州日記と甲府道祖神祭　調査研究報告書』では髙橋修が『近世文藝叢書』本を底本に飯島本や小島本、内田本との対比を行い翻刻を行い、詳細な注釈を加えている。

### 「旅中　心おほへ」
個人蔵。紙本墨書。縦19.6センチメートル×横13.1センチメートル。後補の表紙・裏表紙があり、中身は袋綴じ。全19丁で、18図のスケッチと11月13日から22日までの日記が2ページの構成となっている（『甲州日記写生帳』所載の18図については、『歌川広重の甲州日記』（平成19年、山梨県立博物館）、『歌川広重の甲州日記と甲府道祖神祭　調査研究報告書』においてカラー図版と翻刻が掲載されている）。
内容はスケッチが主体で、金桜神社参詣道である御嶽道の外道（天保14年（1813年）の御嶽新道開通以前の道）、富士川沿いの身延路、甲州道中と街道別の名所が描かれており、これらのスケッチは広重の作品に活用されていることが指摘されている。

#### スケッチ
- 太鼓岩

「太鼓岩」から「御嶽大門」までは、甲斐・信濃国境の霊峰・金峰山に至る御嶽道の名所を描いている。広重は十本以上のルートがある御嶽道のうち、甲府から吉沢（甲斐市吉沢）を経て金櫻神社（甲府市御岳町）へ至る「外道（下道）」を歩いている。外道は幕末期に御嶽新道が開通するまで主要な登拝路であり、街道沿いの渓谷は御岳昇仙峡として知られる。
「太鼓岩」は外道の入口付近に所在していたと考えられているが、正確な所在地は不明。将軍徳川家斉の御典医・渋江長谷『官遊紀勝（江君紀行）』（文化13年（1816年））では「太鼓岩」は外道ノ原・刀抜石を越えた場所に存在していたとしており、広重と渋江の両者が同一の場所を指しているのか、もしくは広重のスケッチの順序が前後するのか問題点が指摘される。
- 甲州御嶽路　外道ノ原

見開きで「外道ノ原」が描かれ、ゆるやかに登る参道の右手に枕石、左頁には遠望する岩山に刀抜石（太刀抜石）が描かれる。なお、『官遊紀勝』にも「外道が原」が描かれている。
- 外道ノ原　其二
- 鞍掛岩
- 象ヶ鼻
- 御嶽大門
- 身延道中　鰍沢駅　不二川之図
- 洗濯石
- 屏風岩
- 釜無川
- 早川
- 夢山
- 座頭ころばし
- 犬目峠（座頭ころばし）
- 高尾山本社
- 大善寺
- 酒折宮
- 善光寺

### 年代
「日々の記」は表紙表題に「天保十二年丑とし卯月日々の記」と記されていることから天保12年4月の日記であると判明するのに対し、「心おほへ」は本文中に霜月（11月）と記されているのみで年代の記載はない。
「甲州日記」の研究史においては両者は天保12年の一連の日記であると考えられていたが。2008年には髙橋修が日記本文に記載されている天気の記述に着目して、年代比定を考証した。広重は甲府緑町（甲府市若松町）に滞在しているが、緑町と直線距離で500メートルほどに近接した甲府八日町（甲府市中央）に屋敷がある甲府町年寄・坂田家の「御用留」には日々の天気が記録されている。
髙橋は両者の天候記載を比較し、近代的気象学の基準に基いておらず個人の認識による記述のため完全ではないが、「甲州日記」の前半部と後半部それぞれの「御用日記」との比較において、大部分が一致することから「心おほへ」は天保12年に年代比定されることを指摘している。

## 甲府城下町と甲府道祖神祭礼
甲府城下町は近世初頭の慶長6年（1601年）に改築された甲府城を中心に発展した城下町で、近世初頭に甲州街道の整備が行われ江戸文化が往来し、富士川の開鑿による富士川舟運も開始され人々の往来が盛んになっていた。
一方で、広重が甲府を訪れた18世紀には在方商業が発達した影響を受けて甲府城下の経済は地盤沈下を引き起こしており、加えて天保年間には飢饉や疫病の流行が多発したことにより城下の人口も減少している。また、天保7年（1836年）に甲斐一国規模の百姓一揆となった天保騒動においては城下でも打ちこわし被害を受けている。甲斐国では近世には甲府城下のみならず在方においても小正月の道祖神祭礼が行われているが、甲府道祖神祭礼について広重来甲以前では宝暦2年（1752年）の『裏見寒話』、文化13年（1816年）『日本九峰修行日記』などにおいて盛大な祭礼であったことが記されている。道祖神祭礼において幕絵で表通りを飾る行いについては初見資料が「甲州日記」で、天保12年の広重来甲が甲府道祖神祭礼における重要な契機になっていたと考えられている。
「日々の記」に拠れば広重は4月14日の段階で手付金として五両を受け取っているが最終的に受け取った額はその数倍になると想定されている。甲府道祖神祭は天保12年以後も継続しているが、明治後には弊習の禁止令が発令され、道祖神祭礼は廃絶している。

## 「甲州日記」スケッチの活用

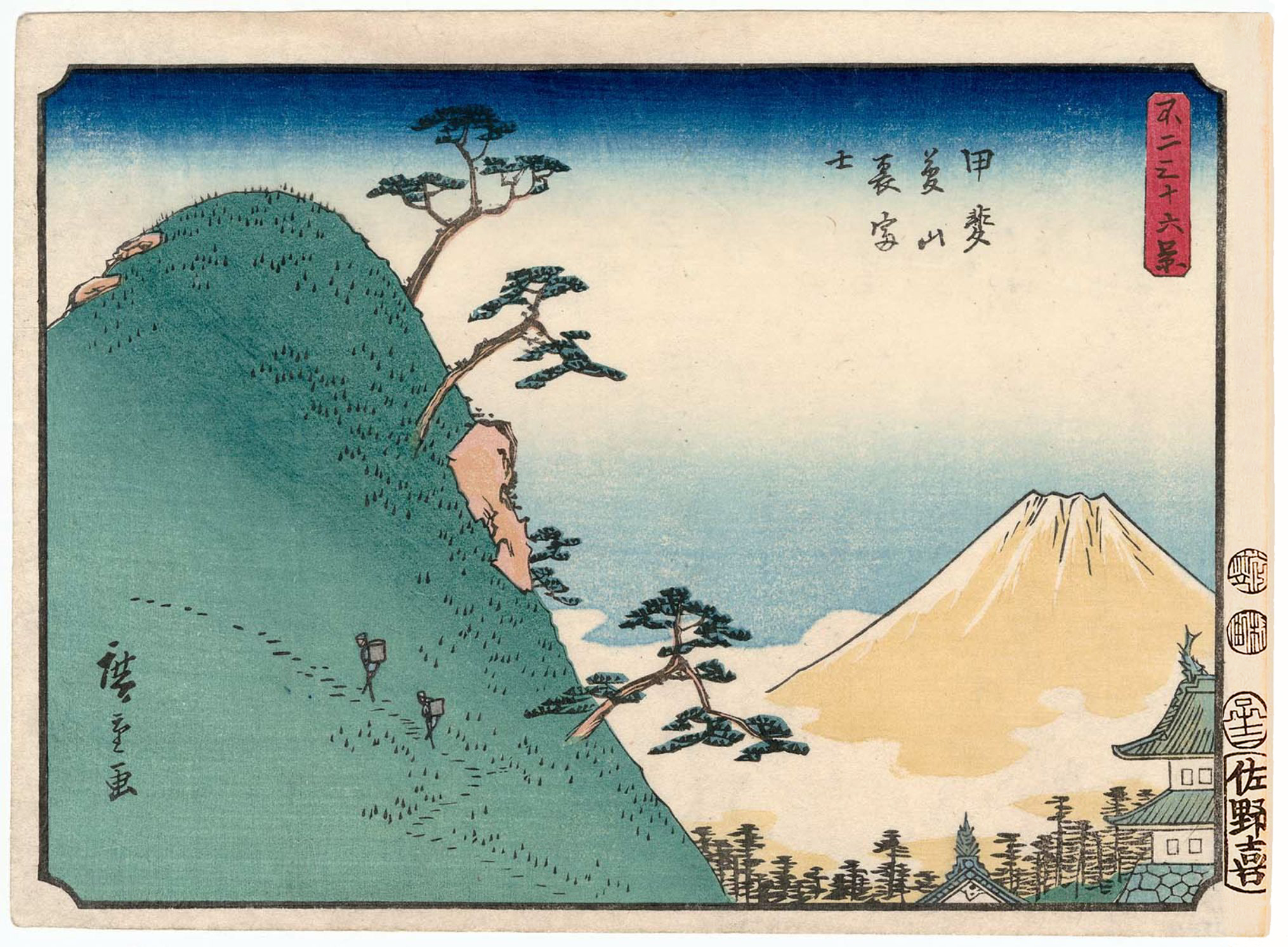
不二三十六景　甲斐夢山裏富士

広重は甲州旅行後も人気浮世絵師として活躍し、甲州関係では天保13年（1842年）頃『甲陽猿橋之図』、嘉永5年（1852年）刊行の錦絵『不二三十六景』、安政5年（1858年）完成の竪絵連作『冨士三十六景』、安政4年の絵本『富士見百図』など数多くの作品を残している。広重は初期から晩年に至るまで、創作の際に自分でスケッチした実景を用いる一方で、既存の名所案内の版本や挿絵、地誌類などからモチーフ、構図を借用していることが指摘されている。
広重は『不二三十六景 甲斐犬目峠』や『富士見百図』、『冨士三十六景 甲斐犬目峠』において甲州街道の名所・犬目峠を描いている。犬目峠は「心おほへ」「日々の記」にスケッチが存在し、『富士見百図』では実景に忠実な写実的な構図となっている。一方で『不二三十六景』や『冨士三十六景』では広重は遠望するはずの桂川を峠道の下に流れる秋の渓谷として描いている。
また、同じ甲州街道の名所では「大月原」「猿橋」を多く描いている「甲斐大月原」は『富士見百図』や嘉永末期から安政初年の肉筆画『富士十二景』において描かれ、大月原は「日々の記」にスケッチがあり、実景に忠実な構図であったという。猿橋も同様に「日々の記」にスケッチがあったと言われ、掛物絵『甲陽猿橋之図』に活用されていると考えられている。
「心おほへ」にスケッチがある甲府城下の名所として『不二三十六景 甲斐夢山裏不二』や肉筆画『甲斐夢山裏不二・駿河不二ノ沼』において夢山がある。夢山のスケッチは「心おほへ」に夢山から遠望した富士のスケッチがあるのみで、『甲州日記』以外に周辺景観に関するスケッチが存在したとも考えられている。
広重のスケッチは没後にも引き継がれ、二代広重は文久2年（1858年）に団扇絵『甲斐身延路 鰍沢不二川』において初代広重の「心おほへ」中の「身延道中 鰍澤駅　不二川之図」の構図を活用している。